# Windows NT 4.0
Windows NT 4.0 (codinome Cairo) é a quarta versão do sistema operacional Microsoft Windows NT, lançado em 1996. É um sistema Windows de 32 bits disponível para estações de trabalho e servidores com interface gráfica semelhante ao Windows 95.
Embora oferecesse maior estabilidade do que o Windows 95, era menos flexível do ponto de vista de um computador desktop. Grande parte da estabilidade foi alcançada graças à virtualização do hardware e aos aplicativos que acessavam o sistema através das APIs em vez de usar diretamente o hardware como era feito no MS-DOS, uma prática que continuou com o Windows 95. O uso de APIs em vez do uso direto do hardware exige muito mais trabalho do computador, e alguns aplicativos, como jogos, que fazem uso significativo do hardware, são executados mais lentamente. Embora a maioria dos programas escritos para a API Win32 funcione da mesma forma no Windows 95 e no Windows NT, o suporte insuficiente ao DirectX faz com que a maioria dos jogos 3D não funcione.

## Características
A característica mais notável é que nas versões para estações de trabalho e servidores, o Windows NT 4.0 ganhou a interface do Windows 95. As edições para servidores do Windows NT 4.0 também incorporam um servidor Web, o IIS 2.0. Também oferece suporte nativo a plug-ins e extensões do Microsoft Frontpage, um aplicativo para criação e manutenção de página web. Outros recursos importantes são o Microsoft Transaction Server para aplicativos de rede e o Microsoft Message Queue Server (MSMQ), para melhorar as comunicações.

## Edições

### Servidores
- Windows NT 4.0. Server, lançado em 1996, foi projetado para sistemas de servidores corporativos de pequena escala. Seu sucessor é o Windows 2000 Server
- Windows NT 4.0. Server, Enterprise Edition, lançado em 1997, é o precursor da linha empresarial de servidores da família Windows (Windows 2000 Advanced Server). O Enterprise Server foi projetado para redes de alta demanda e alto tráfego. O Windows NT 4.0 Server, Enterprise Edition inclui o Service Pack 3[5]. A Enterprise Edition viu a introdução do sinalizador de inicialização /3GB, que mudou o mapeamento espacial do endereço virtual por padrão do kernel de 2GB e do espaço do usuário de 2GB para 1GB e 3GB. Ela também introduziu um driver PSE-36 para mapear até 64 GB de memória (embora os chipsets da época suportassem apenas até 8 GB).[6]
- Windows NT 4.0. Terminal Server, lançado em 1998, permite que os usuários façam login remotamente. A mesma funcionalidade é chamada de Terminal Services no Windows 2000 e em versões posteriores dos servidores, e também melhora o recurso Área de Trabalho Remota que apareceu pela primeira vez no Windows XP.

### Estações de trabalho
- Windows NT 4.0. Workstation: a versão comercial (padrão) do Windows NT 4.0. Teve suporte de programas como Microsoft Office, Internet Explorer e reprodutores e softwares multimídia, oferecendo uma experiência semelhante ao Windows 95 e 98 (também compatível com suas edições Server). A Microsoft a considerou como a edição ideal para usuários empresariais e avançados, embora bem configurada, ela poderia funcionar como uma alternativa doméstica e mais estável e poderosa do que as versões do Windows baseadas em MS-DOS. Por ser um sistema de 32 bits, a quantidade máxima de RAM suportada era de 4 GB e, após o Service Pack 6, podia suportar discos rígidos de até 127 GB com o formato NTFS. Seu sucessor é o Windows 2000 Profissional.

### Sistemas embarcados
- Windows NT 4.0. Embedded: a versão que funcionava em caixas eletrônicos e sistemas embarcados, como máquinas de fliperama e máquinas de venda de ingressos. É uma versão reduzida do Workstation, projetada para funcionar em um hardware modesto. Seu sucessor é o Windows XP Embedded.[7]

## Requisitos do sistema
| Hardware     | Windows NT 4.0 Workstation e Embedded | Windows NT 4.0 Server e Terminal Server |
| ------------ | --- | --- |
| CPU          | Processador Intel Pentium ou compatível baseado em 32 bits de 33 MHz ou superior Processador MIPS4 R4000 ou similar Processador Alpha AXP ou compatível Processador PowerPC ou compatível                                                                      | Processador Intel Pentium ou compatível baseado em 32 bits de 33 MHz ou superior Processador Intel Pentium Pro Processador MIPS4 R4000 ou similar Processador Alpha AXP ou compatível Processador PowerPC ou compatível                                        |
| RAM          | 16 MB de RAM (24 MB ou mais é recomendado). Máximo de 4 GB. | 24 MB de RAM (32 MB ou mais é recomendado). Máximo de 8 GB (com restrições). |
| Disco rígido | Atualizando a partir do Windows NT 3.1: de 140 a 315 MB de espaço. O espaço varia dependendo do que você deseja instalar. Atualizando a partir do Windows NT 3.5 ou do 3.51: de 200 a 400 MB de espaço. O espaço varia dependendo do que você deseja instalar. | Atualizando a partir do Windows NT 3.1: de 140 a 315 MB de espaço. O espaço varia dependendo do que você deseja instalar. Atualizando a partir do Windows NT 3.5 ou do 3.51: de 200 a 400 MB de espaço. O espaço varia dependendo do que você deseja instalar. |
| Disco rígido | Nova instalação usando o sistema de arquivos FAT: 210-400 MB (normalmente 260 MB) de espaço. Máximo de 2 GB suportados. | |
| Disco rígido | Nova instalação usando o sistema de arquivos NTFS: de 300 a 500 MB (normalmente 400 MB). Máximo de 8 GB suportados (com SP6 até 127 GB). | |
| Disquete     | 3 1/2" (recomendado) de alta densidade ou 5 1/4" (o driver do NT 3.1 pode ser usado). | 3 1/2" (recomendado) de alta densidade ou 5 1/4" (o driver do NT 3.1 pode ser usado). |
| Leitor de CD | Sim | Sim |
| Tela         | 640x480 de 256 cores VGA (suporta cores de até 32 bits) | 640x480 de 256 cores VGA (suporta cores de até 32 bits) |
| Mouse        | Microsoft Mouse ou um dispositivo apontador compatível. | Microsoft Mouse ou um dispositivo apontador compatível. |

## Atualizações
| Service pack           | Data de lançamento     |
| ---------------------- | ---------------------- |
| Service Pack 1 (SP1)   | 16 de outubro de 1996  |
| Service Pack 2 (SP2)   | 14 de dezembro de 1996 |
| Service Pack 3 (SP3)   | 15 de maio de 1997     |
| Service Pack 4 (SP4)   | 25 de outubro de 1998  |
| Service Pack 5 (SP5)   | 4 de maio de 1999      |
| Service Pack 6 (SP6)   | 22 de novembro de 1999 |
| Service Pack 6a (SP6a) | 30 de novembro de 1999 |

A Microsoft lançou seis service packs para o Windows NT 4.0 durante o ciclo de vida do produto, principalmente para corrigir bugs e adicionar mais funcionalidade e suporte para vários utilitários e drivers. Todos eles podiam ser obtidos através da página oficial da Microsoft ou solicitando um CD de instalação.[carece de fontes?]
Um SP7 foi planejado em um momento no início de 2001, mas eventualmente foi decidido continuar atualizando o SP6 existente para oferecer suporte ao Microsoft Office XP, tornando-se assim o último Office compatível.
Em 10 de agosto de 2011, a Microsoft bloqueou o acesso ao Windows Update para Windows NT 4.0, Windows 98 e Windows Me, tornando impossível atualizar o sistema operacional para quem deseja reinstalá-lo novamente.[carece de fontes?] Antes dessa data ainda era possível obter todas as atualizações existentes até a sua descontinuação em 2004.